# Amina Sow Mbaye
Amina Sow Mbaye (nascida em 25 de setembro de 1937) é uma escritora, professora e educadora senegalesa .
Ela nasceu em Saint-Louis . Como seu pai era militar, frequentou escolas primárias em várias cidades e depois o ensino secundário em Saint-Louis, sua cidade natal. Ela obteve seu Diploma Nacional do Brevet, título obtido pelo aluno ao final do 9° ano do Ensino Fundamental II, complementou seus estudos por mais três meses e depois lecionou em Dagana e depois em Saint-Louis. Depois de concluir a Escola Normal, tornou-se diretora das Escolas Normais regionais de Saint-Louis.
Mbaye atuou como presidente da Federação Senegalesa de Associações de Mulheres e da Ordem Nacional do Leão do Senegal, título superior senegalês que reconhece os méritos conquistados por cidadãos do país em níveis militares ou civis. Ela também foi a primeira árbitra de basquete feminina qualificada no Senegal.

## Trabalhos selecionados
- Mademoiselle (Senhora), romance (1984)
- Pour le sang du mortier (Pelo Sangue da Argamassa), romance (2001)
- Petit essai sur la vieillesse (Pequeno ensaio sobre a velhice), ensaio) e Les Bulles (As bolhas), poesia (2007)